# Sauromalus slevini
Sauromalus slevini är en ödleart som beskrevs av Van Denburgh 1922. Sauromalus slevini ingår i släktet Sauromalus och familjen leguaner. Inga underarter finns listade i Catalogue of Life.
Arten förekommer på olika öar i Californiaviken i Mexiko. Dessa öar är Isla Carmen, Isla Monserrat, Isla Coronados och Isla Danzante. Öarnas högsta toppar ligger 480 meter över havet.
Ödlan kännetecknas av en bred och avplattad bål samt av ett trekantigt huvud. Näsborrarna är riktade åt sidan och lite bakåt. På ryggen har arten en brun, olivgrön eller smutsig gul grundfärg. En längsgående gul strimma på ryggens centrum kan förekomma. Några exemplar har rödaktiga eller svarta punkter, fläckar eller tvärstrimmor på ovansidan.
Arten är liksom andra släktmedlemmar dagaktiv och den solbadar på morgonen. Därför sitter den på klippor eller på stenar. Sauromalus slevini har antagligen växter som föda men uppgiften behöver bekräftelse. Denna leguan blir utan svans cirka 21 cm lång. Honor lägger ägg.
På öarna introducerade konkurrenter som tamgeten och fiender som tamkatten. Katterna på Isla Monserrat och Isla Coronados finns inte kvar. För närbesläktade arter dokumenterades en särskild varierande populationsstorlek på grund av torka. Sauromalus slevini har bra anpassningsförmåga till måttlig torka. IUCN listar arten på grund av den begränsade utbredningen som nära hotad (NT).